# 王丹桂
王丹桂（？—？），字昌齡，號五峰白雲子，利州（今四川省廣元市）人。
早年師從馬丹陽，為全真教弟子，隱居於神清洞。王丹桂主張儒道釋三教同源。工於詞，有《草堂集》一卷，收入《道藏》太平部。